# Darby Stanchfield
Darby Stanchfield (ur. 29 kwietnia 1971 w Kodiak na Alasce) – amerykańska aktorka. Występowała w roli Abby Whelan w serialu ABC Skandal. Zagrała również rolę April Green w serialu sensacyjnym produkcji CBS Jerycho oraz rolę Helen Bishop w serialu dramatycznym produkcji AMC Mad Men.

## Życiorys
Stanchfield urodziła się w Kodiak na Alasce. w 1993r. ukończyła University of Puget Sound w Tacoma w stanie Waszyngton na wydziale komunikacji i teatru, a później także American Conservatory Theater w San Francisco. Stanchfield rozpoczęła swoją karierę w teatrze; w telewizji zadebiutowała w roku 2000 w serialu kryminalnym produkcji CBS Diagnoza morderstwo. Później wystąpiła w wielu serialach telewizyjnych tj. Anioł ciemności, Detektyw Monk, Bez skazy, Kości, Dowody zbrodni, Mentalista czy Jak poznałem waszą matkę.
Stanchfield była regularnym członkiem obsady w serialu sensacyjnym produkcji CBS Jerycho. Grała także w operze mydlanej produkcji ABC Szpital miejski. Później zagrała rolę drugoplanową w serialu dramatycznym produkcji AMC Mad Men. W 2009 i 2013 roku Stanchfield miała gościnny występ w serialu Castle produkcji ABC, zagrała tam Meredith, byłą żonę tytułowego bohatera. W marcu 2011 roku scenarzystka Shonda Rhimes obsadziła Stanchfield w serialu dramatycznym Skandal. W drugim sezonie serialu dołączyła do głównej obsady. Gra rolę oficera śledczego w firmie Olivi Pope (Kerry Washington), a później sekretarki prasowej Białego Domu Abby Whelan.

## Filmografia

### Film
- 2004: Portret Doriana Graya jako Sybil Vane
- 2004: Mikołaj do wzięcia jako sprzedawca
- 2007: Kelnerka jako Francine Pomatter
- 2008: The Sacrifice jako Loretta Johnson
- 2011: Finding Hope jako Loretta
- 2011: The Guest Room jako Karen
- 2011: Clay jako Claire
- 2011: Modna i Bestia jako Cynthia
- 2011: Finding Hope jako Loretta
- 2015: Loserville jako Evelyn MacDonald
- 2016: Carnage Park
- 2016: The Rendezvous jako Ruthie
- 2016: Medicine Men jako Clementine Bell
- 2016: The Clinic jako Emily
- 2019: Justine jako Alison
- 2020: Gwiazdka jako Gloria Borlock

### Telewizja
- 2000: Diagnoza morderstwo jako Nora
- 2001: Anioł ciemności jako Denise
- 2002: Detektyw Monk jako Erin Hammond
- 2005: Bez śladu jako Kim
- 2005: 24 godziny jako Shari
- 2005: Bez skazy jako Aimee Bolton
- 2006–2007: Jerycho jako April Green
- 2007: Kości jako Connie Lopata
- 2007: Szpital miejski jako Amelia Joffe
- 2007: Dowody zbrodni jako Melissa Carter
- 2007–2008: Mad Men jako Helen Bishop
- 2008: Prywatna praktyka jako Tesss Milford
- 2009: Mentalista jako Stevie Caid
- 2009: Zaklinacz dusz jako Greer Clarkson
- 2009: Powrót do życia jako Ella Holden
- 2009: CSI: Kryminalne zagadki Nowego Jorku jako Dawn Higgins
- 2010: Jak poznałem waszą matkę jako Marissa Heller
- 2011: CSI: Kryminalne zagadki Miami jako Linda Hill
- 2011: Tożsamość szpiega jako Sadie Forte
- 2006–2012: Agenci NCIS jako Shannon Gibbs
- od 2012: Skandal jako Abby Whelan
- 2009, 2013: Castle jako Meredith
- 2020–2022: Locke & Key jako Nina Locke